# تام آتر
تام آتر (انگلیسی: Tom Atter; ۹ مهٔ ۱۹۰۱ – ۶ اکتبر ۱۹۵۸) بازیکن فوتبال بود.
از باشگاه‌هایی که در آن بازی کرده‌است می‌توان به باشگاه فوتبال گریمزبی تاون اشاره کرد.